# Asiloidea
Asiloidea là một liên họ rất lớn của Diptera. Cận bộ trước đây Asilomorpha là cận ngành và nó không phải nhóm tự nhiên; khi phân loại theo loài đặc trưng Asiloidea vẫn có thể xếp vào đó trong bất kỳ trường hợp nào, nhưng với những hiểu biết hiện tại về các mối quan hệ của brachycera có thể xem nó là đại diện duy nhất. Cyclorrhapha và Empidoidea được xem là có quan hệ cần gũi với Asiloidea.

## Các họ
Các họ còn tồn tại của Asiloidea gồm:
- Apioceridae – flower-loving flies
- Apsilocephalidae
- Apystomyiidae
- Asilidae – robber flies
- Bombyliidae – bee flies
- Hilarimorphidae
- Mydidae – mydas flies
- Mythicomyiidae
- Evocoidae - Ocoa Flies
- Scenopinidae – window flies
- Therevidae – stiletto flies

Một họ đã tuyệt chủng từ Đại Trung sinh là Protapioceridae.

## Hình ảnh

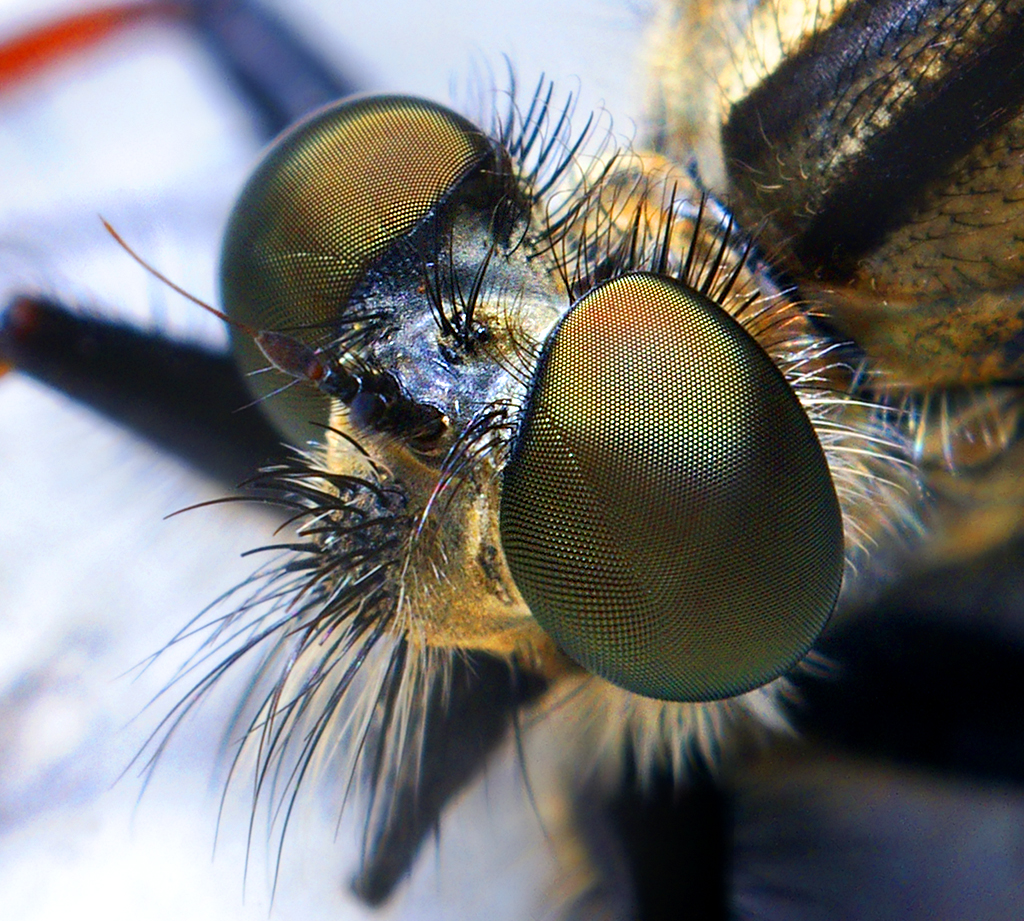
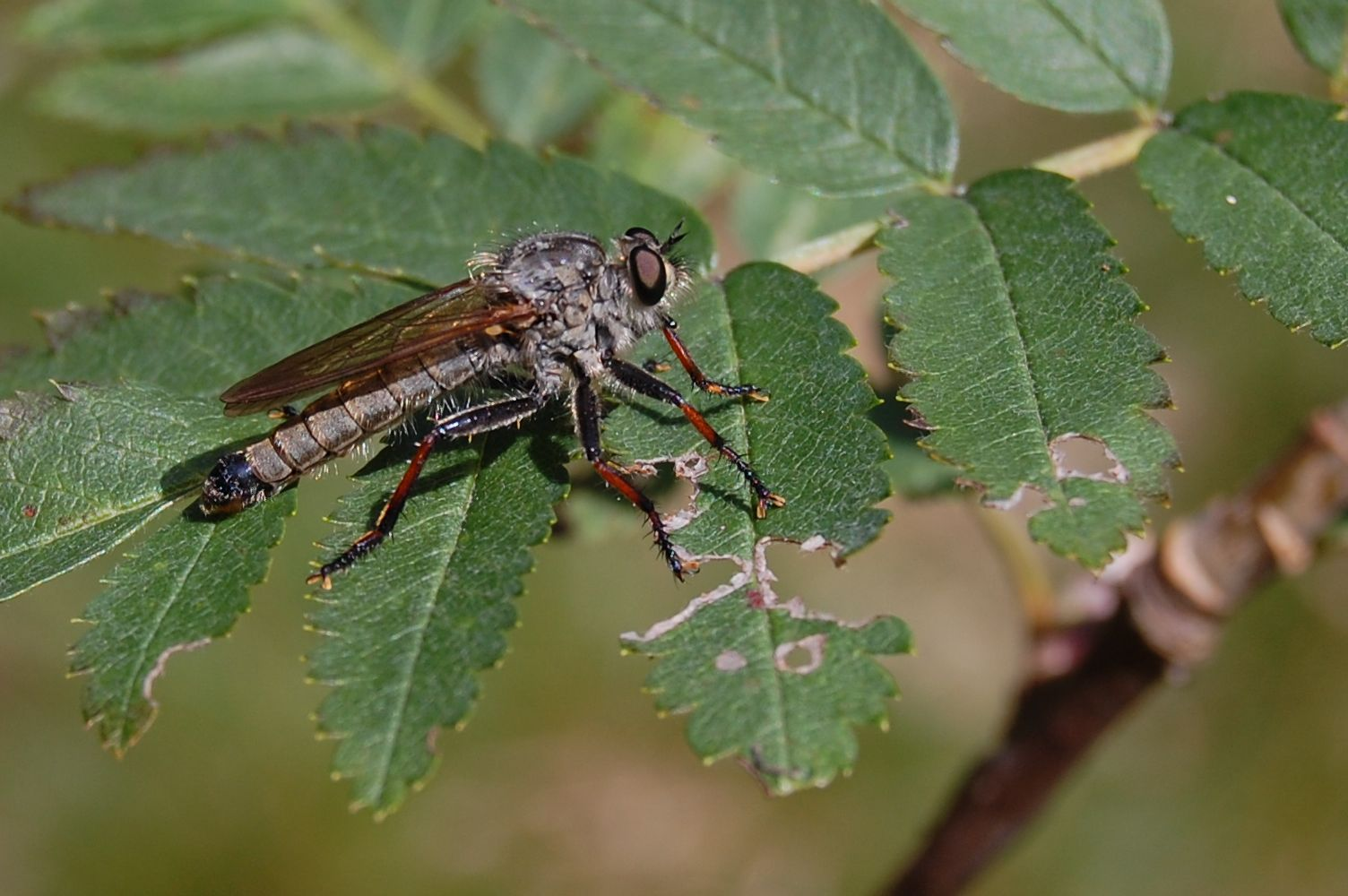
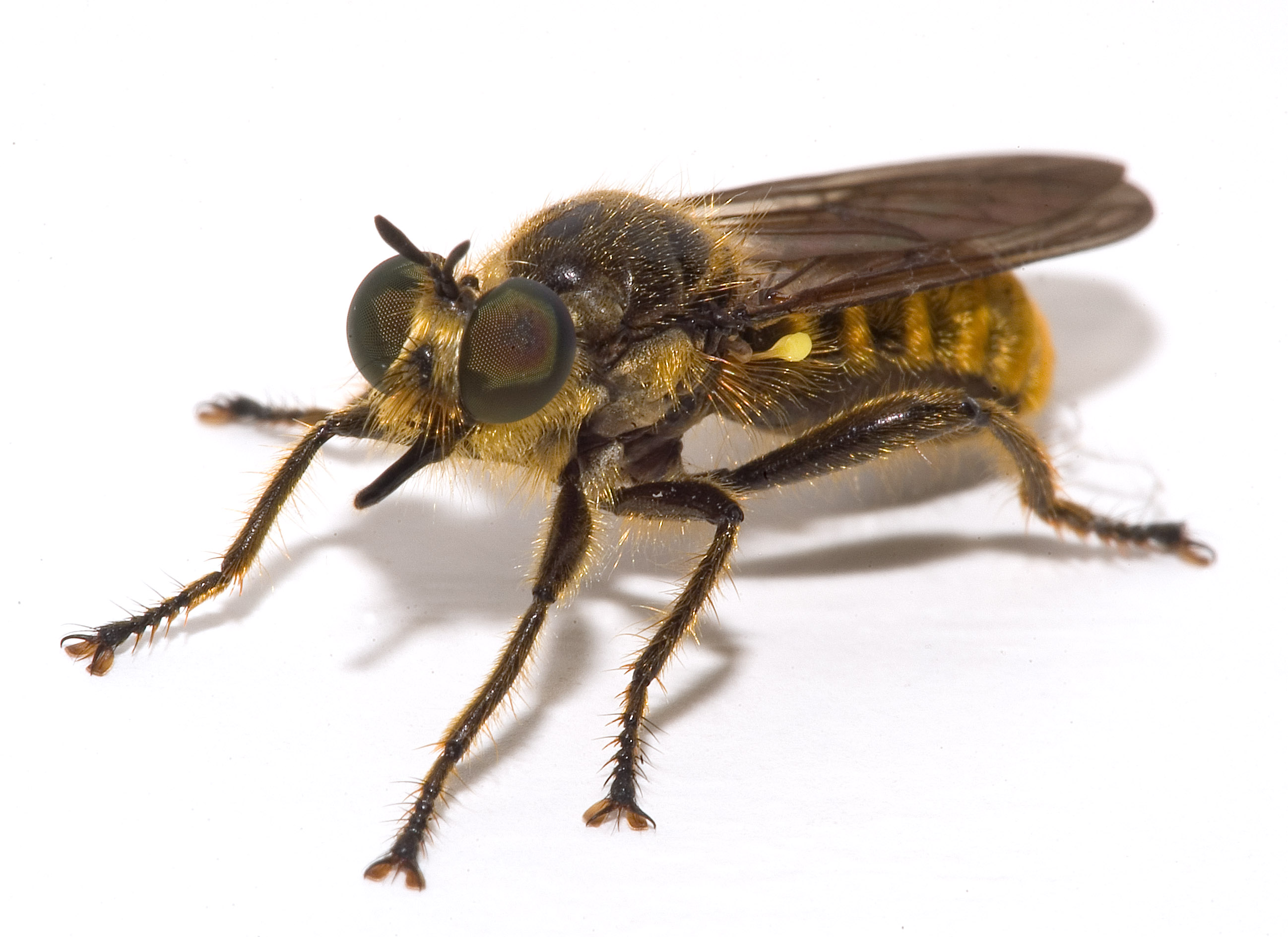
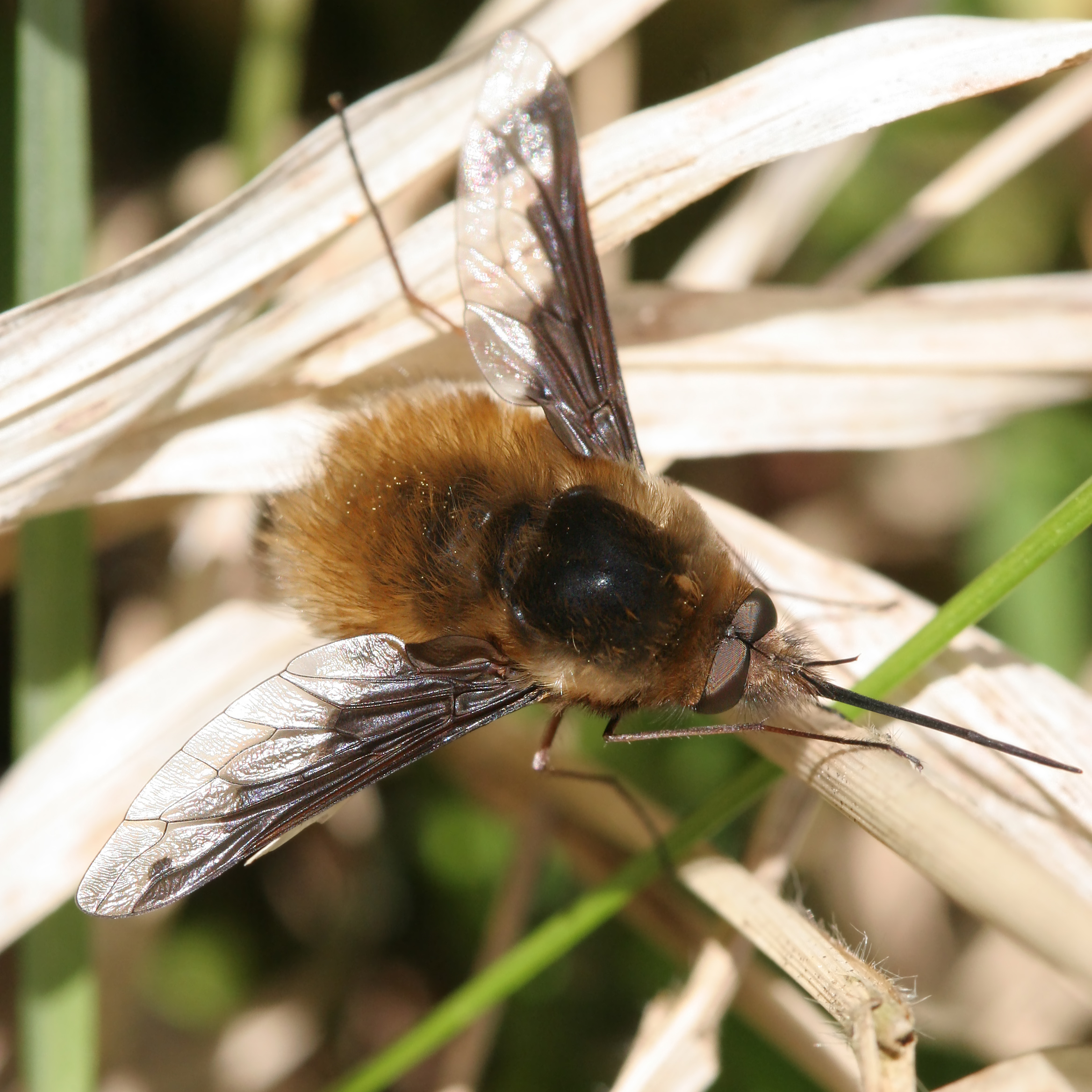